# Asthenothaerus diegensis
Asthenothaerus diegensis är en musselart som först beskrevs av Dall 1915.  Asthenothaerus diegensis ingår i släktet Asthenothaerus och familjen Thraciidae. Inga underarter finns listade i Catalogue of Life.